# نیکولا گربیچ
نیکولا گربیچ (به صربی: Никола Грбић) (زاده ۶ سپتامبر ۱۹۷۳) بازیکن سابق و مربی فعلی والیبال اهل صربستان است. گربیچ در حال حاضر هدایت تیم ملی والیبال لهستان را بر عهده دارد. نیکولا از سال ۱۹۹۵ تا ۲۰۱۰ در تیم‌های ملی یوگسلاوی، صربستان و مونته‌نگرو و صربستان حضور داشت. گربیج با تیم ملی یوگسلاوی مدال طلا بازی‌های المپیک ۲۰۰۰ و مدال برنز المپیک ۱۹۹۶ آتلانتا را به دست آورد. یک طلا قهرمانی اروپا، یک نقره قهرمانی جهان، یک برنز جام جهانی و چهار نقره لیگ جهانی از دیگر دست‌آوردهای گربیج در رده ملی در زمان فعالیت خودش به عنوان بازیکن بوده‌است. گربیج در رده باشگاهی نیز در تیم‌های مطرح سیسلی، پیاچنزا، ترنتینو، پیمونته و زنیت کازان توپ زده‌است، دو قهرمانی لیگ قهرمانان اروپا رد سال‌های ۲۰۰۸ و ۲۰۰۸ با تیم‌های سیسلی و ترنتینو مهم‌ترین دست‌آورد باشگاهی او به حساب می‌آید. نیکولا در مه ۲۰۱۴ به عنوان سرمربی باشگاه ایتالیایی پروجا برگزیده شد و در ۳ فوریه ۲۰۱۵ با قراردادی سه ساله به عنوان سرمربی جدید تیم ملی والیبال صربستان انتخاب شد. نیکولا یکی از بهترین پاسورهای تاریخ والیبال به‌شمار می‌رود. ولادیمیر گربیچ برادر او است.

## دست‌آوردها

### جوایز فردی
- بهترین پاسور قهرمانی اروپا در سال‌های ۲۰۰۱، ۲۰۰۳، ۲۰۰۵
- بهترین پاسور جام جهانی ۲۰۰۳
- بهترین پاسور لیگ جهانی ۲۰۰۹
- بهترین پاسور سری آ ایتالیا ۲۰۱۰
- بهترین پاسور جام کنفدراسیون والیبال اروپا ۲۰۱۰
- بهترین ورزشکار یوگسلاویی ۱۹۹۷
- بهترین پاسور قهرمانی جهان ۲۰۱۰
- بهترین پاسور لیگ یوگسلاوی در سال ۲۰۰۰